# Eparchia berdiańska
Eparchia berdiańska – jedna z eparchii Ukraińskiego Kościoła Prawosławnego. Jej aktualnym ordynariuszem jest biskup berdiański i nadmorski Efrem (Jarinko). Funkcję katedry pełni sobór Narodzenia Pańskiego w Berdiańsku.

Eparchia berdiańska na tle podziału administracyjnego UKP PM

Eparchia została powołana dekretem Świętego Synodu Rosyjskiego Kościoła Prawosławnego z 2007 poprzez wydzielenie z eparchii zaporoskiej.
W skład eparchii wchodzi 12 dekanatów.

## Konflikt o przynależność eparchii po rosyjskiej inwazji
W lutym 2022 r., w pierwszych dniach agresji rosyjskiej na Ukrainę, Berdiańsk został zajęty przez wojska rosyjskie. W maju 2023 r., gdy miasto nadal pozostawało pod rosyjską okupacją, Święty Synod Rosyjskiego Kościoła Prawosławnego poinformował o przeniesieniu eparchii berdiańskiej w bezpośrednią jurysdykcję Patriarchatu Moskiewskiego, z wyłączeniem jej z autonomicznego Ukraińskiego Kościoła Prawosławnego. Według oficjalnego komunikatu Synodu decyzję tę podjęto na wniosek większości duchowieństwa eparchii i w związku z nieobecnością na jej terenie ordynariusza, który miał porzucić swoje obowiązki. Synod skierował również do Berdiańska biskupa bronnickiego Łukasza jako tymczasowego administratora eparchii. Przedstawiciele Ukraińskiego Kościoła Prawosławnego Patriarchatu Moskiewskiego stwierdzili w odpowiedzi, że wyjazd biskupa Efrema został uzgodniony z metropolitą kijowskim, a duchowni, którzy wnieśli o zmianę jurysdykcji, działali samowolnie i zostali zawieszeni w stanie duchownym.  

## Biskupi berdiańscy
- Barnaba (Fiłatow), 2007[4]
- Elizeusz (Iwanow), 2007–2012[8]
- Efrem (Jarinko), od 2012